# Stefano Bonfanti
Stefano Bonfanti (Buenos Aires, 1º gennaio 1910 – Baselga di Piné, 26 febbraio 2005) è stato un poeta, traduttore e insegnante italiano.

## Biografia
Fu letterato e docente di italiano e latino in licei scientifici e classici: Liceo Morgagni a Forlì, Liceo Vittorio Veneto e Liceo Donatelli a Milano.
Si dedicò, in più di quarant'anni di insegnamento vissuti con grande passione e professionalità, al completamento di un lungo studio su Publio Virgilio Marone, sfociato nella magistrale traduzione in endecasillabi sciolti e nell'approfondito commento della sua opera principale, l' Eneide; uno studio condotto attraverso tutta la sua vita, in un rapporto affettuoso e diretto con i suoi studenti ai quali egli comunicava giornalmente le sue riflessioni e le sue "scoperte".
La sua traduzione commentata dell'Eneide, arricchita da una prefazione di Carlo Bo e dalle illustrazioni di Salvatore Fiume, venne pubblicata  nel 1992 dalla Casa editrice Del Drago di Milano nella collana Gli Immortali (sotto la direzione editoriale di Pierantonio Spizzotin).
All'iniziativa di alcuni dei suoi più affezionati studenti si deve la prima pubblicazione, nel 1996, in tiratura limitata e destinata ad amici, di un'originale operetta del XV secolo che Bonfanti scovò in una biblioteca, tradusse e pubblicò in edizione critica, salvandola, in tal modo, dall'oblio: , il Supplementum Aeneidos (Libro XIII dell'Eneide) di Maffeo Vegio. Il libro fu dato alle stampe con una presentazione di Carlo Bo.
Successivamente, nel 1997, le stesse versioni dell'Eneide e del libro XIII dell'Eneide di Maffeo Vegio, con relativi commenti e saggi di Bonfanti e prefazioni di Carlo Bo, sono state pubblicate  dalla Edizioni San Paolo.

## Opere
- Liriche, a cura dell'Accademia degli Accesi, Trento 1929.
- La Brigata (opera teatrale in versi, di ambiente trecentesco; negli anni trenta fu rappresentata a Milano, al Teatro Filodrammatici dalla compagnia Besozzi)
- Ce n'è per tutti, raccolta di poesie satiriche, Pergamena editrice 1991.
- Le ore del tempo, raccolta di liriche, Pergamena editrice 1991.
- Eneide (traduzione e commento), Edizioni San Paolo, Milano, 1997, ISBN 88-215-3872-9.
- Supplementum, Maffeo Vegio (traduzione e commento), Edizioni San Paolo, Milano, 1997, ISBN 88-215-3663-7.